# Lourdesgrot (Driebergen-Rijsenburg)
De Lourdesgrot  in Driebergen-Rijsenburg is een Lourdesgrot op landgoed Sparrendaal. Het bouwwerk is een nabootsing van de grot waar Maria in 1858 aan Bernadette Soubirous zou zijn verschenen. Het is een gemeentelijk monument.
De grot behoorde bij grootseminarie Rijsenburg, de katholieke priesteropleiding. Ze werd gebouwd rond 1900 op een terrein dat aangelegd was in Engelse landschapstijl. Het bouwwerk staat op een verhoging en is opgetrokken uit zogenaamde misbaksels. De bouwlaag staat op een halfronde plattegrond en is opgetrokken in donkerrode baksteen in wildverband. Dit gaf het begroeide bouwwerk een natuurlijk aanzien. De grot heeft een boogvormige opening richting Jeruzalem, Dat is het zuidoosten. 
De vijver bij de devotieplek is een sprengkop die al in 1804 voorkomt op de Marmontkaart van het Franse legerkamp bij Austerlitz. Op het terrein bevinden zich meerdere sprengen en watergangen die in 1790 werden gegraven. De grot ligt aan een sprengenwandelroute. Andere op het seminarieterrein aanwezige religieuze uitingen zijn waterpunt de Barmhartige Samaritaan en lichtfontein de Jacobsladder.
Toen in 1968 het groot-seminarie gesloten werd verdween het Mariabeeld. Het bouwwerk had daarna geen functie meer en werd verwaarsloosd. Rond 2015 is de grot gerenoveerd en weer voorzien van een Mariabeeld. Dit beeld werd in mei 2016 onthuld door burgemeester Naafs van de gemeente Utrechtse Heuvelrug. Bij de renovatie werd gebruik gemaakt van nieuwe misbakselstenen en de bodem werd voorzien van een schelpenlaag. Er kwam er een knielbank bij de vijver die voor de grot ligt. 